# Goldener Turm

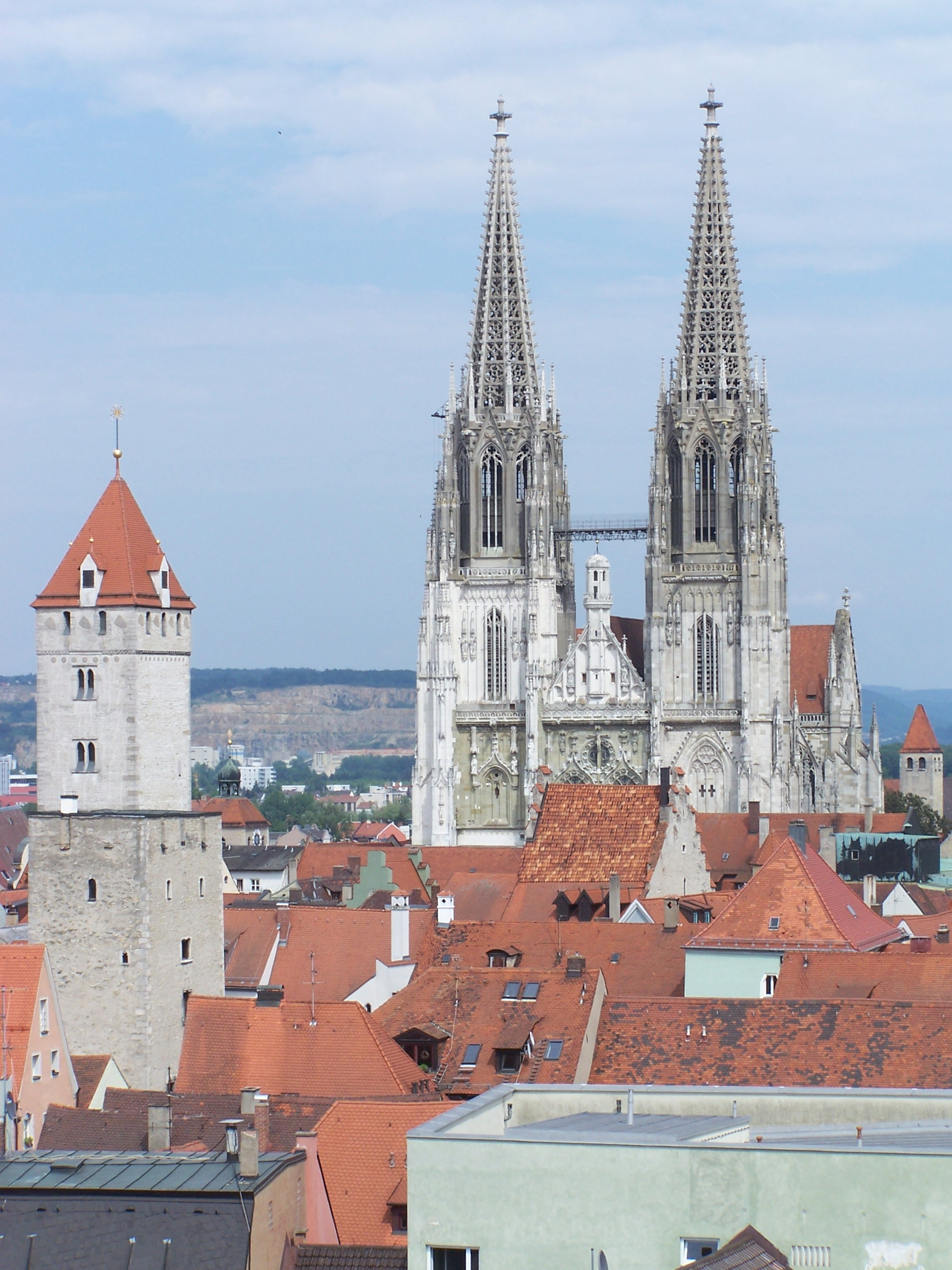
Goldener Turm und Dom

Der Goldene Turm in der Wahlenstraße 14, in der Altstadt von Regensburg ist einer der Geschlechtertürme, die von reichen Patrizierfamilien im Mittelalter als Statussymbole erbaut wurden. Er wurde um 1250 erbaut, aber nur im 18. Jahrhundert eingeschränkt als Wohnturm genutzt. Der Turm war der höchste Hausturm nördlich der Alpen und wurde neben Dom St. Peter und Steinerner Brücke zu einem Wahrzeichen von Regensburg.

## Geschichte
Der neunstöckige, 50 Meter hohe Goldene Turm gehört zu einer vierflügeligen ehemaligen Stadtburg, die nach den Besitzern, einem Regensburger Patriziergeschlecht, Haymo- oder Wallerhaus genannt wurde.
Die unteren vier Geschosse des frühgotischen Goldenen Turms wurden um 1250 in Bruchsteinmauerwerk mit Eckverquaderung errichtet. Gleichzeitig entstand der südliche Wohntrakt als viergeschossiger und traufständiger Satteldachbau mit Erker. In einer zweiten Bauphase nach 1300 wurden die restlichen Obergeschosse mit Zinnenabschluss ergänzt. An der Spitze des aufgestockten Turms befindet sich im unteren Bereich des erst um 1600 aufgesetzten Pyramidendachs ein aus bemalten Holztafeln konstruiertes Turmzimmer, das über eine Wendeltreppe erreicht werden kann. Im Mai 2019 ließ das Studentenwerk Regensburg als Eigner des Gebäudes diese bemalte Täfelung konservieren.
Nur die nach Osten zur Wahlenstraße gerichtete Prunkfassade des Turms ist mit mehrgestaltigen Fensterformen geschmückt. Der Wohntrakt wurde nach 1400 westlich erweitert. Dabei entstand ein noch heute begehbarer sehenswerter Innenhof, der um 1600 mit dreiseitig umlaufenden Renaissancearkaden eingefasst wurde. Im 16. Jahrhundert wurde die Fassade ebenso wie die Gebäudefassaden des Rathauses und der dem Rathaus östlich benachbarte damalige Marktturm mit Fresken bemalt, die neben Landsknechtfiguren das Stadtwappen zeigten. Reste der Fresken waren noch 1950 nachweisbar. Die Arkaden wurden wie das Pyramidendach ebenfalls um 1600 mit barocken Loggien versehen, die im 19. Jahrhundert geschlossen wurden.
Im 17. Jahrhundert war im Gebäude eine Gaststätte ansässig, die dem Turm seinen heutigen Namen gab. Nachdem 1706 der Marktturm abgebrannt war und abgebrochen wurde, übernahm der Goldene Turm dessen Funktion als Wachtturm der Stadt. Für diese Zwecke wurde er als einer der wenigen Türme der Altstadt auch mit einer Treppe begehbar gemacht und in den oberen Geschossen so ausgebaut, dass er für den Turmwächter eingeschränkt bewohnbar war.
Im Erdgeschoss des südlich angebauten Wohnhauses findet sich die profanierte Hauskapelle, die Wahlenkapelle, die 1287 in ein päpstliches Register als Wallersche Kapelle aufgenommen wurde. Seit 1978 ist der südlich benachbarte Raum der ehemaligen Kapelle, überspannt von einem barocken Kreuzgratgewölbe, als Durchgang für Fußgänger zum Innenhof geöffnet. Vom Innenhof mit seiner stimmungsvollen Atmosphäre gelangt man weiter zur westlich benachbarten Unteren Bachgasse.  Das Gebäude wird seit der Sanierung 1985 als Studentenheim mit 43 Wohneinheiten genutzt.